# 张烨 (1972年)
张烨（1972年8月—），男，汉族，河北省秦皇岛市北戴河区人。中华人民共和国政治人物，中国共产党党员。曾任中国共产党中央委员会宣传部国际联络局局长，陕西省广播电视局局长，陕西省汉中市委副书记、市长等职。现任陕西省汉中市委书记。

## 生平

### 大学和中宣部履历
张烨1991年9月至1995年6月在中国政法大学法律系学习，攻读法学专业。大学毕业后进入中共中央宣传部新闻局新闻研究处工作，历任干部、副主任科员和主任科员。期间于1997年3月至1998年2月在陕西省铜川市耀县（今铜川市耀州区）挂职，任县委宣传部部长助理和县广播电视局局长助理。2003年9月升任中宣部新闻局新闻研究处副处长，2006年5月任新闻研究处处长。五个月后调任中宣部新闻局新闻三处处长。2010年7月起至2015年3月任中宣部国家应急新闻中心办公室专职副主任，并在此期间于北京大学政府管理学院攻读公共管理硕士专业。2015年3月升任中宣部新闻局副局长，2017年7月兼任中宣部国际联络局局长，并于同年10月份被免去中宣部新闻局副局长一职。

### 履新陕西省
2020年10月，张烨开始转任地方工作，任陕西省广播电视局局长、党组书记。2021年6月任汉中市委副书记、市人民政府代市长。两个月后去代转正。2023年3月25日任汉中市委书记。